# Steatocranus
Genre
Steatocranus est un genre de poissons de la famille des Cichlidae. Ces espèces se distinguent notamment par leur corps allongé, recouvert d'écailles cycloïdes très inégales et, celles des flancs et du pédoncule caudale sont beaucoup plus grandes. Une seule espèce est connue de l'Afrique de l'Ouest, endémique du bassin de la Volta.

## Liste des espèces
Selon FishBase (26 janvier 2017) :
- Steatocranus bleheri Meyer, 1993
- Steatocranus casuarius Poll, 1939
- Steatocranus gibbiceps Boulenger, 1899
- Steatocranus glaber Roberts & Stewart, 1976
- Steatocranus irvinei (Trewavas, 1943)
- Steatocranus mpozoensis Roberts & Stewart, 1976
- Steatocranus rouxi (Pellegrin, 1928)
- Steatocranus tinanti (Poll, 1939)
- Steatocranus ubanguiensis Roberts & Stewart, 1976

## Galerie

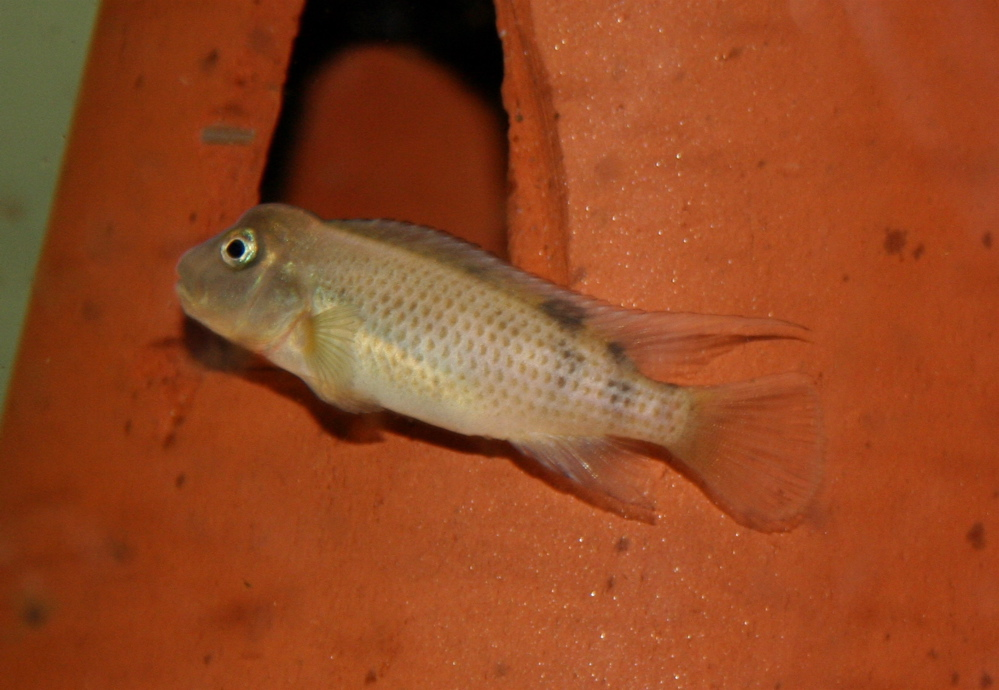
Steatocranus casuarius, femelle.
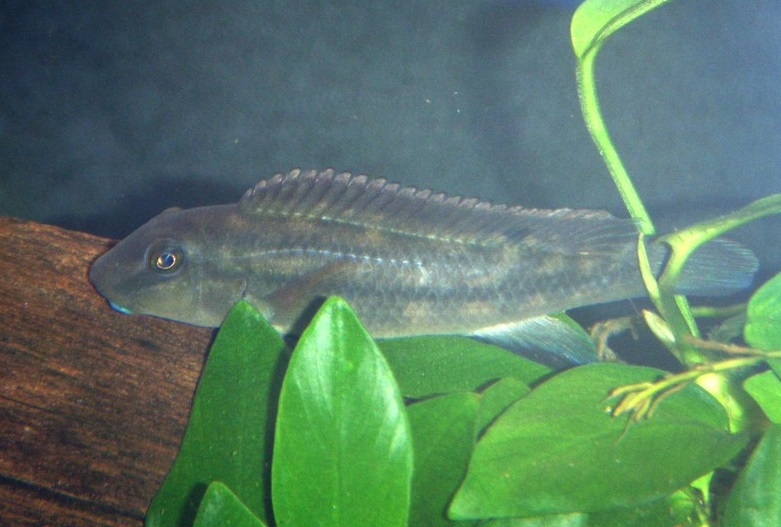
Steatocranus irvinei.
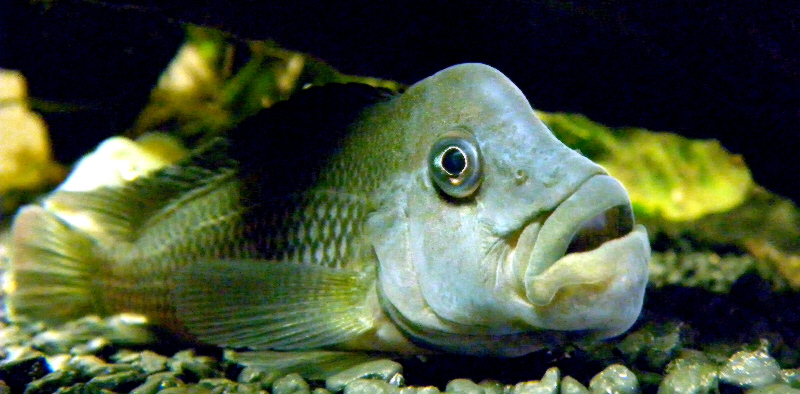
Steatocranus gibbiceps.
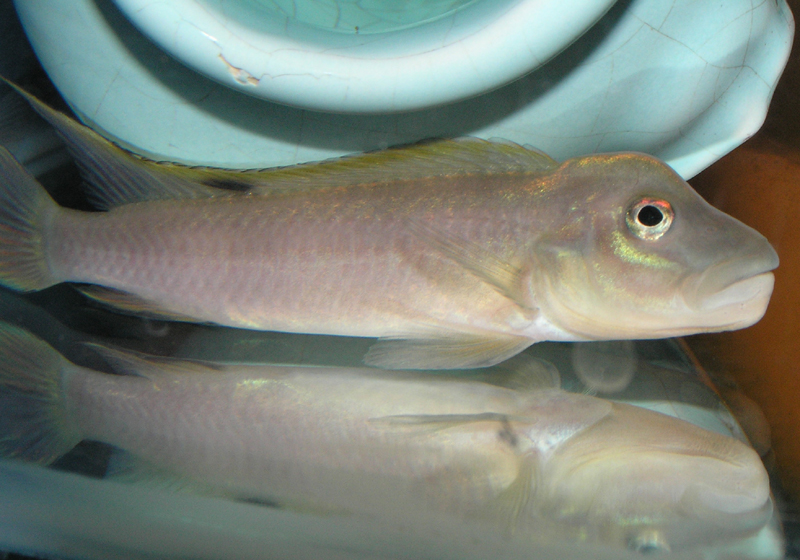
Steatocranus tinanti.

## Systématique
Le genre Steatocranus a été créé en 1899 par le zoologiste George Albert Boulenger (1858-1937).

## Étymologie
Le nom générique, Steatocranus, dérivé du grec ancien στέατος, stéatos, « gras », et κρανίον, kraníon, « boite crânienne, tête », fait référence à la bosse bien développée sur la tête des mâles dominants de l'espèce Steatocranus gibbiceps.

## Publication originale
- G.A. Boulenger, « Matériaux pour la faune du Congo. Poissons nouveaux du Congo. Troisième Partie. Silures, Acanthoptérygiens, Mastacembles, Plectognathes », Annales du musée du Congo, Belgique, zoologie, vol. 1, no 3,‎ 1899, p. 39-58 (lire en ligne, consulté le 7 janvier 2023).